# Addisabebská univerzita
Addisabebská univerzita (amharsky አዲስ አበባ ዩኒቨርሲቲ, latinsky Universitas Neanthopolitensis) je velká, národní universita ležící v Addis Abebě v Etiopii. Univerzita je nejstarší vysokou školou v Etiopii. Skládá se ze třinácti kampusů, z nichž se dvanáct nalézá v Addis Abebě a jeden v Bishoftu, který leží 45 km od hlavního města. Má také několik přidružených výzkumných institucí, včetně Institutu etiopských studií.

## Historie

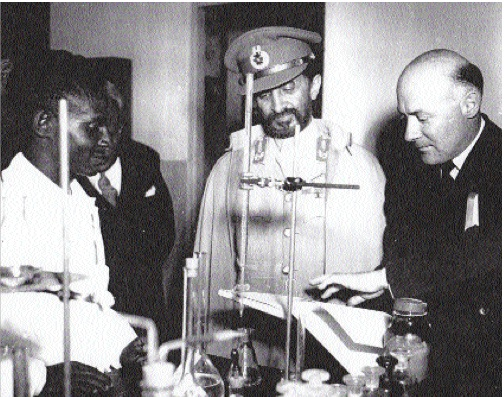
Císař Haile Selassie (uprostřed) s kanadským jezuitou francouzskéo původu Lucienem Mattem (vpravo) na univerzitě, 1951

Původní jezuitská kolej byla založena jezuitou Lucienem Mattem v roce 1950 na základě přání habešského císaře Haile Selassie I. a následující rok zahájila činnost. Během následujících dvou let se rozvinula spolupráce s Londýnskou univerzitou.

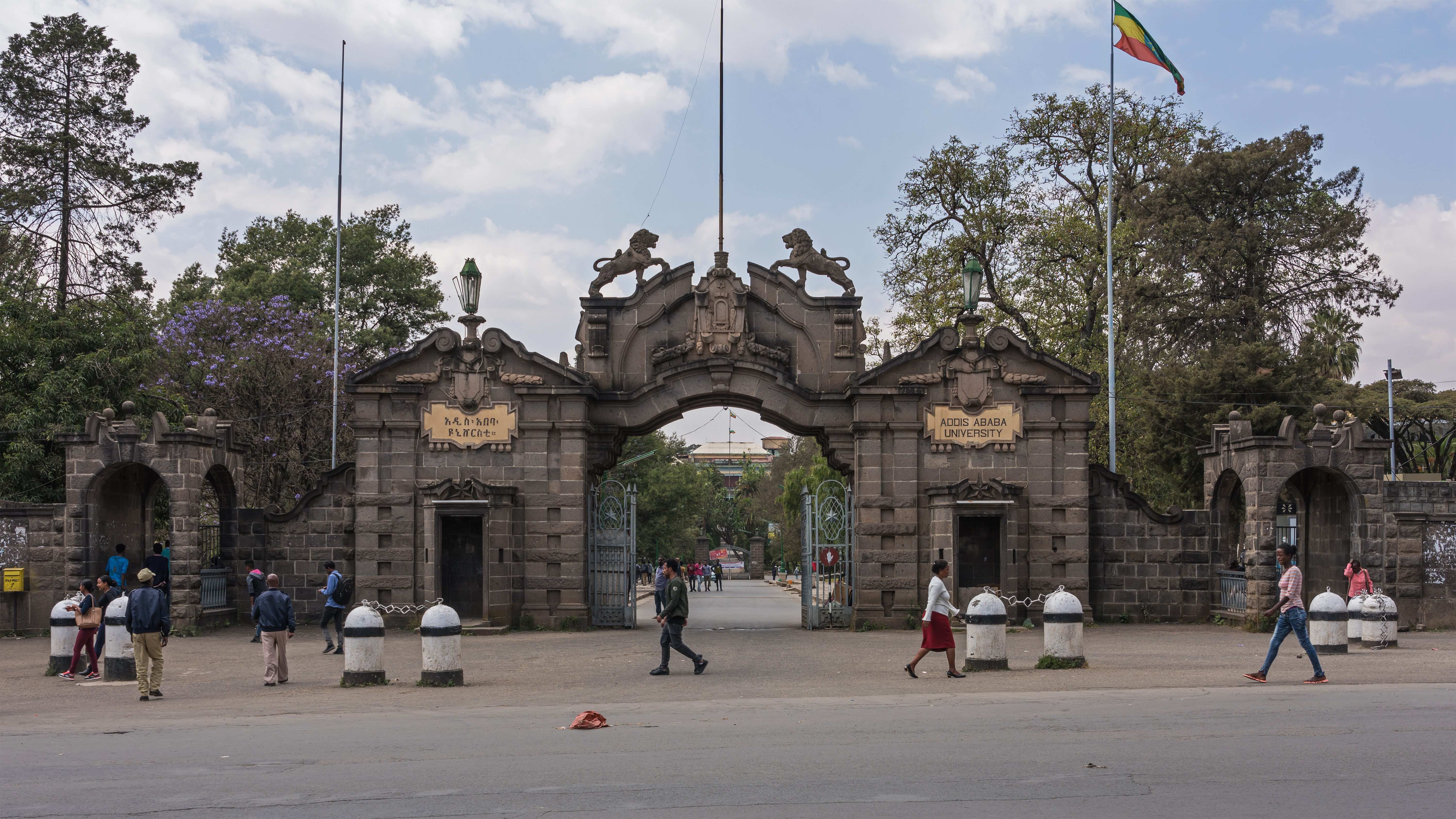
Vstupní brána do hlavního kampusu v Addis Abebě

Jádrem budoucí Addisabebské univerzity se stala v roce 1950 založená Univerzitní vysoká škola v Addis Abebě. Původně ji tvořila pouze fakulta umění a věd a plnohodnotnou vysokou školou se stala v roce 1954. V únoru 1961 bylo spojeno několik různých vysokých škol a Teologická kolej a spolu vytvořily Univerzitu Haile Selassieho. Císař univerzitě věnoval palác Guenete Leul, který se stal její administrativní budovou a hlavním kampusem. Po revoluci v roce 1974 a zániku monarchie byla univerzita na krátkou dobu přejmenována na Etiopskou univerzitu. V roce 1975 byl její název změněn na Addisabebskou univerzitu. V návaznosti na revoluci byla univerzita na dva roky uzavřena a studenti i pedagogové byli zapojeni do kampaně známé jako Rozvoj prostřednictvím spolupráce, jejímž cílem bylo zvýšit povědomí venkovského obyvatelstva o duchu revoluce. V roce 1979 univerzita nabízela první magisterské studijní obory a od roku 1987 také obory doktorské.
Až do roku 1974 stál v čele univerzity kancléř, kterým byl habešský císař. Dále jej řídila správní rada složená z ministrů a členů královské rodiny a fakultní rada složená z univerzitních úředníků, děkanů a volených členů. V roce 1977 ztratila univerzita relativní autonomii, když byla její správa převedena pod Komisi pro vysokoškolské vzdělávání, která převzala jurisdikci nad všemi etiopskými vysokými školami. Od roku 1993 spadá pod ministerstvo školství Etiopie.
Na konci 60. a počátku 70. let 20. století byli studenti povinni absolvovat roční vojenskou službu v rámci programu Etiopské univerzitní služby. V roce 1973 studenti a vyučující pomohli při odhalení skrytého hladomoru a pomáhali i při zahájení prvního programu pomoci při tomto hladomoru. Během revoluce v roce 1974 hrálo klíčovou roli Etiopské studentské hnutí, které vzniklo na Addisabebské univerzitě.